# Площадь государственного флага (Баку)
Пло́щадь госуда́рственного фла́га (азерб. Dövlət Bayrağı Meydanı) — площадь в столице Азербайджана городе Баку, на которой расположен гигантский государственный флаг Азербайджанской Республики. Открытие площади состоялось 1 сентября 2010 года. В 2024 году был проведен процесс установки нового Флагштока и установлен новый флагшток. Площадь была вновь открыта 8 ноября 2024 года. Самый большой флаг в мире развевается на этой площади с 2024 года.

## История
Указ о создании площади Государственного флага в Баку был подписан 17 ноября 2007 года. Тогда же был подписан указ об установлении Дня Государственного флага. Ежегодно 9 ноября в Азербайджане отмечается как День Государственного флага.
Фундамент площади Государственного флага был заложен 30 декабря 2007 года в поселке Баилово города Баку, недалеко от базы Военно-морских сил, при участии Президента Ильхама Алиева.
В октябре 2009 года Президент Азербайджанской Республики Ильхам Алиев подписал указ «О дополнительных мерах по ускорению строительства и благоустройства площади Государственного флага, расположенной в Баку». Для ускорения строительства и благоустройства площади исполнительной власти города Баку из резервного фонда президента, предусмотренного в государственном бюджете Азербайджанской Республики на 2009 год, выделено 10 миллионов долларов. Были выделены дополнительные манатные средства.
Место, выбранное для площади, позволяет увидеть национальный флаг из разных точек столицы.
Компания «Азенко» из Азербайджана осуществила реализацию проекта, подготовленного компанией «Trident Support» из Соединенных Штатов Америки. Вся инфраструктура создана на площади общей площадью 60 га и площадью верхней части 31 тысяча квадратных метров. Строительные работы, осуществляемые на основе специального проекта, выполнялись зарубежными и местными специалистами.
Построенные на площади герб Азербайджанской Республики, текст государственного гимна и карта Азербайджана выполнены из бронзы, смоченной в золотой воде.

На площади также создан Музей Государственного флага.

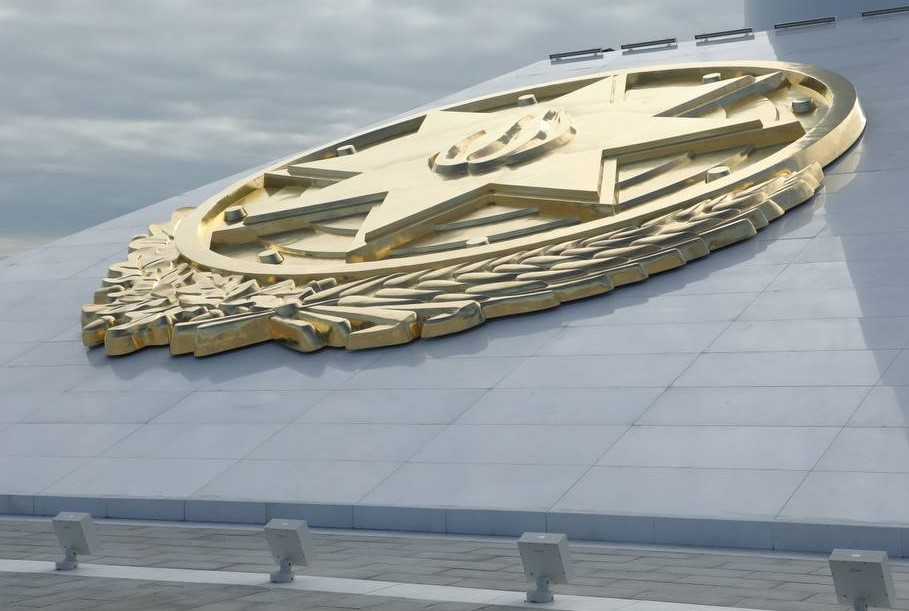
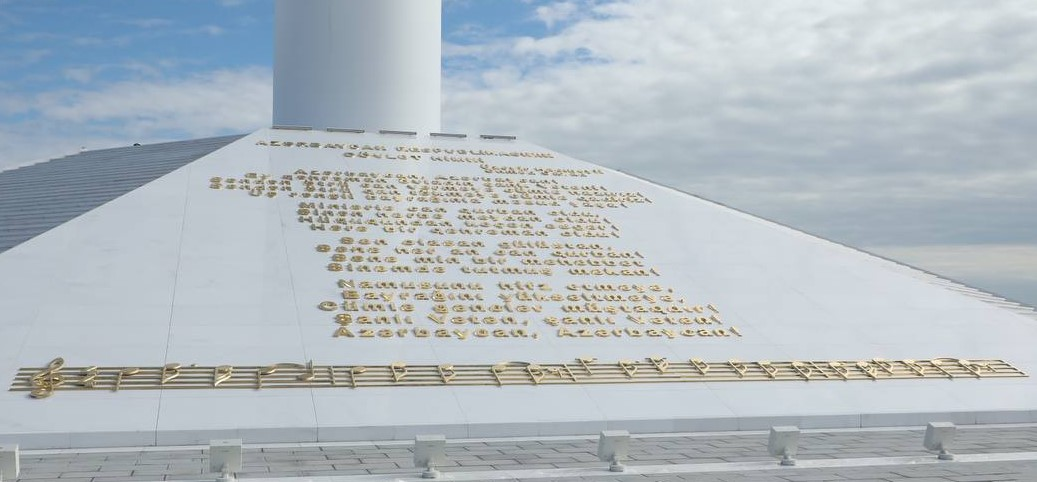
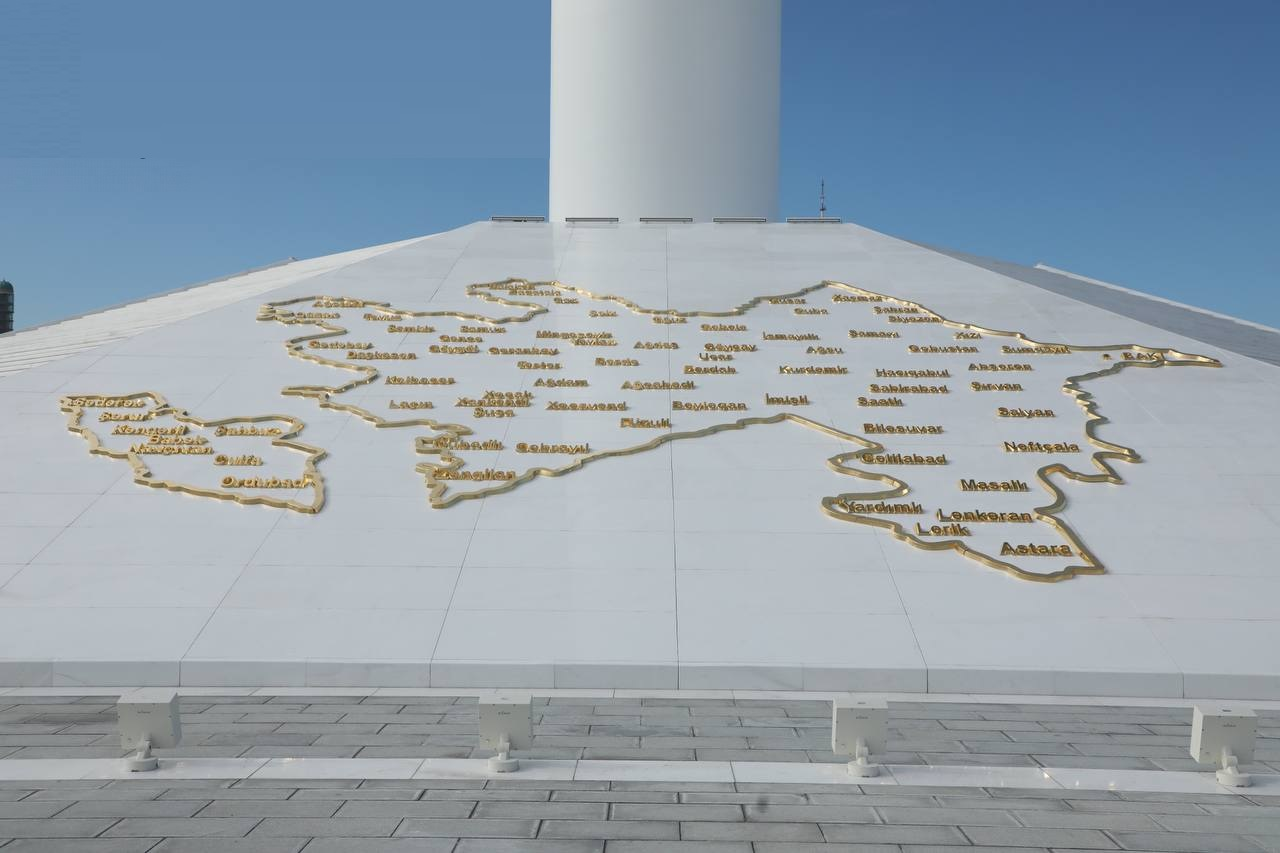

## I Флагшток (2010—2017)
Высота опоры, возведенной с 2010 по 2017 год на площади площадью 20 000 м², составила 162 метра, диаметр фундамента — 3,2 метра, диаметр верхней части фундамента — 1,09 метра.

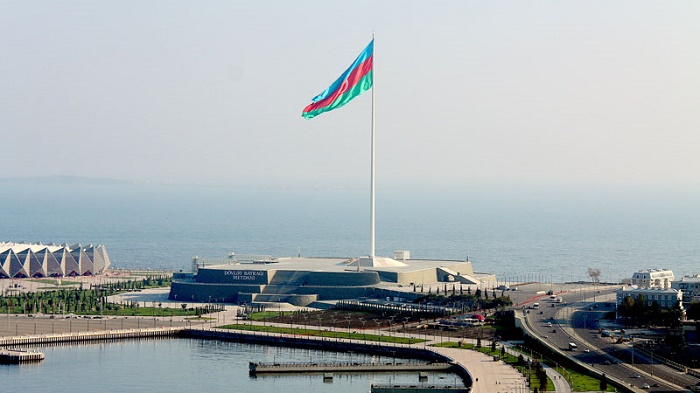
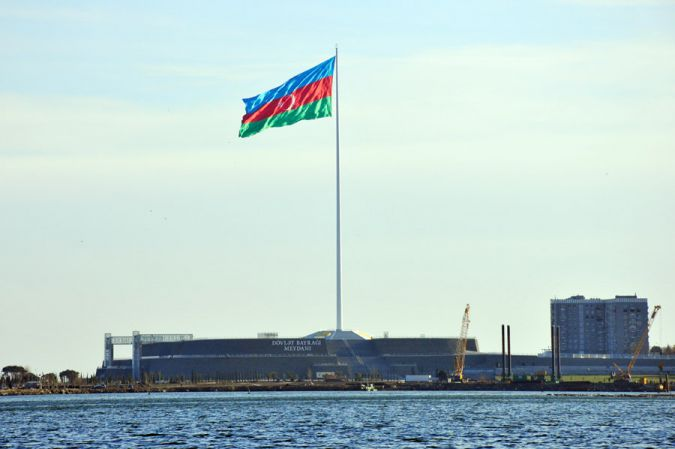

Полная масса аппарата составляла 220 тонн. Ширина флага составила 35 метров, длина — 70 метров, общая площадь — 2450 квадратных метров, масса — около 350 килограммов. 29 мая 2010 года Книга рекордов Гиннеса подтвердила, что флагшток Азербайджана является самым высоким флагштоком в мире.

## Реконструкционные и реставрационные работы

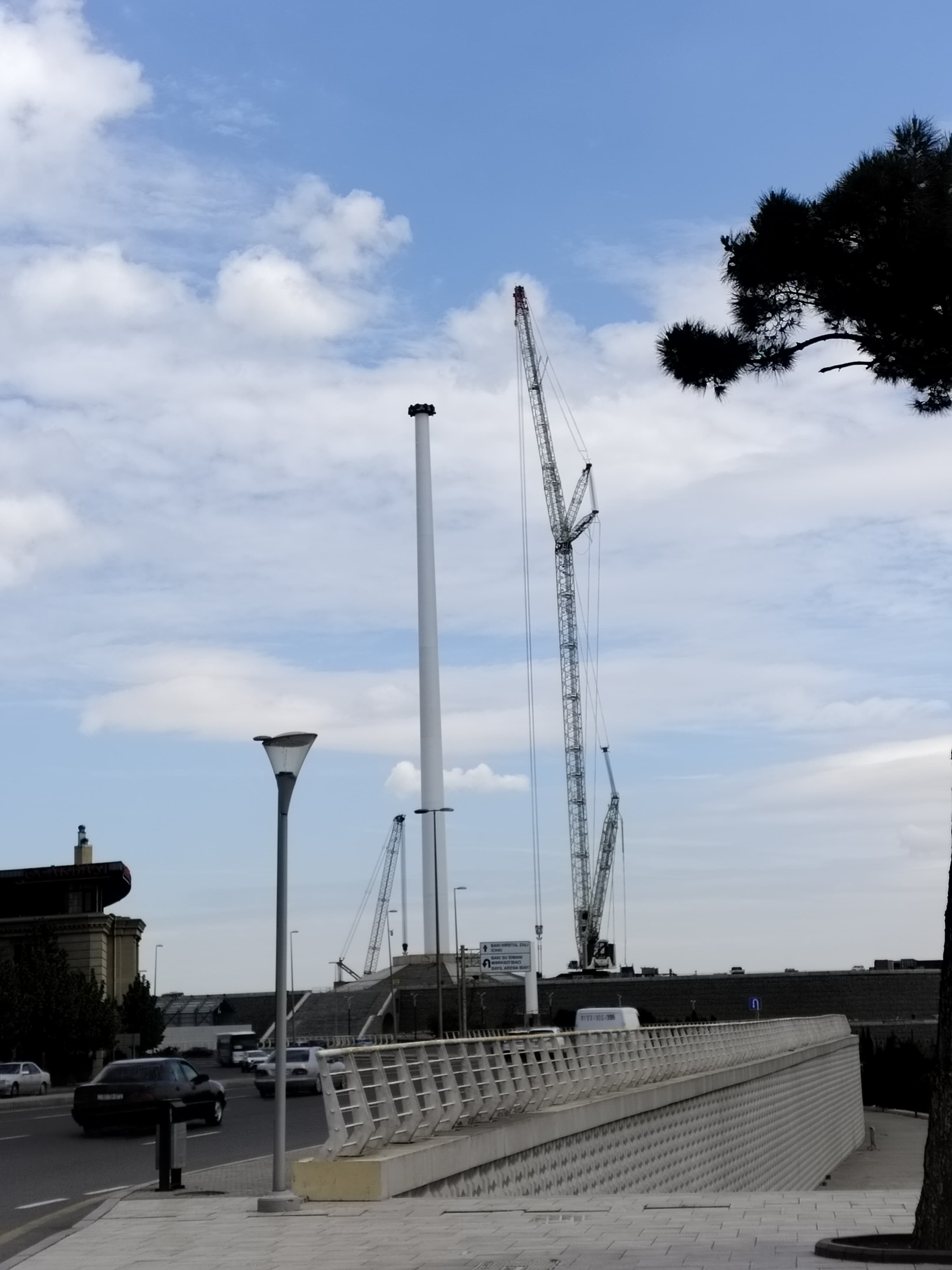
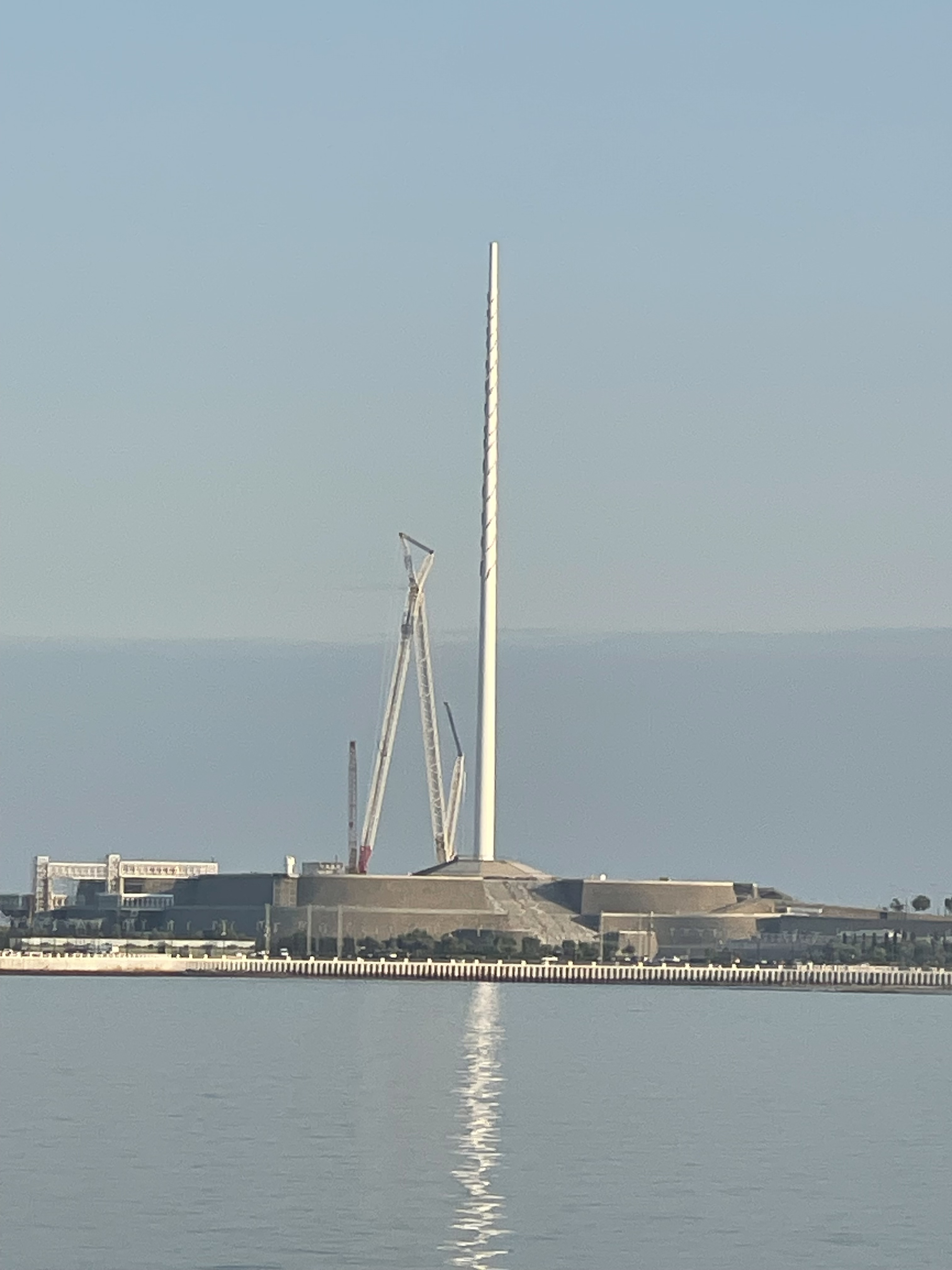
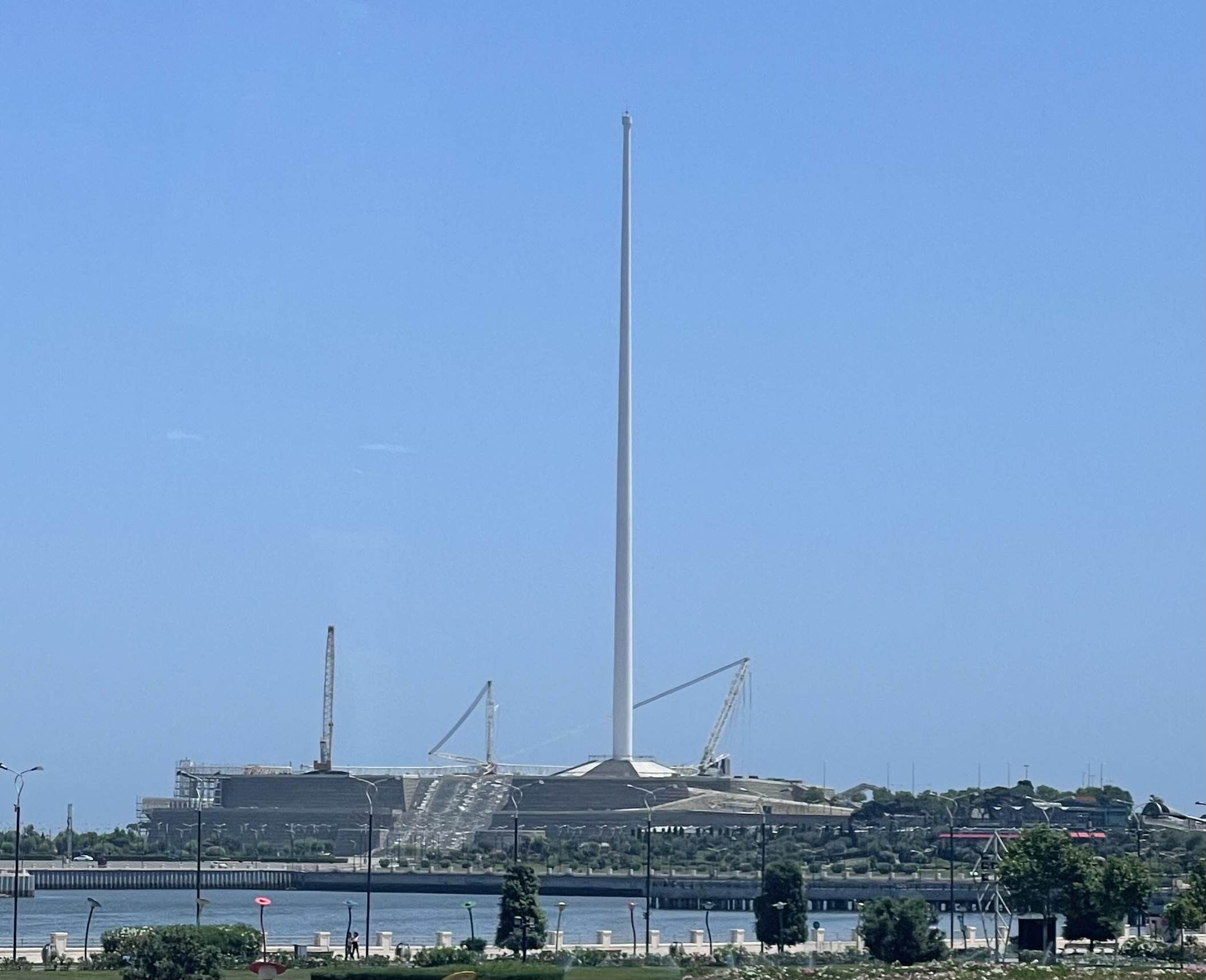
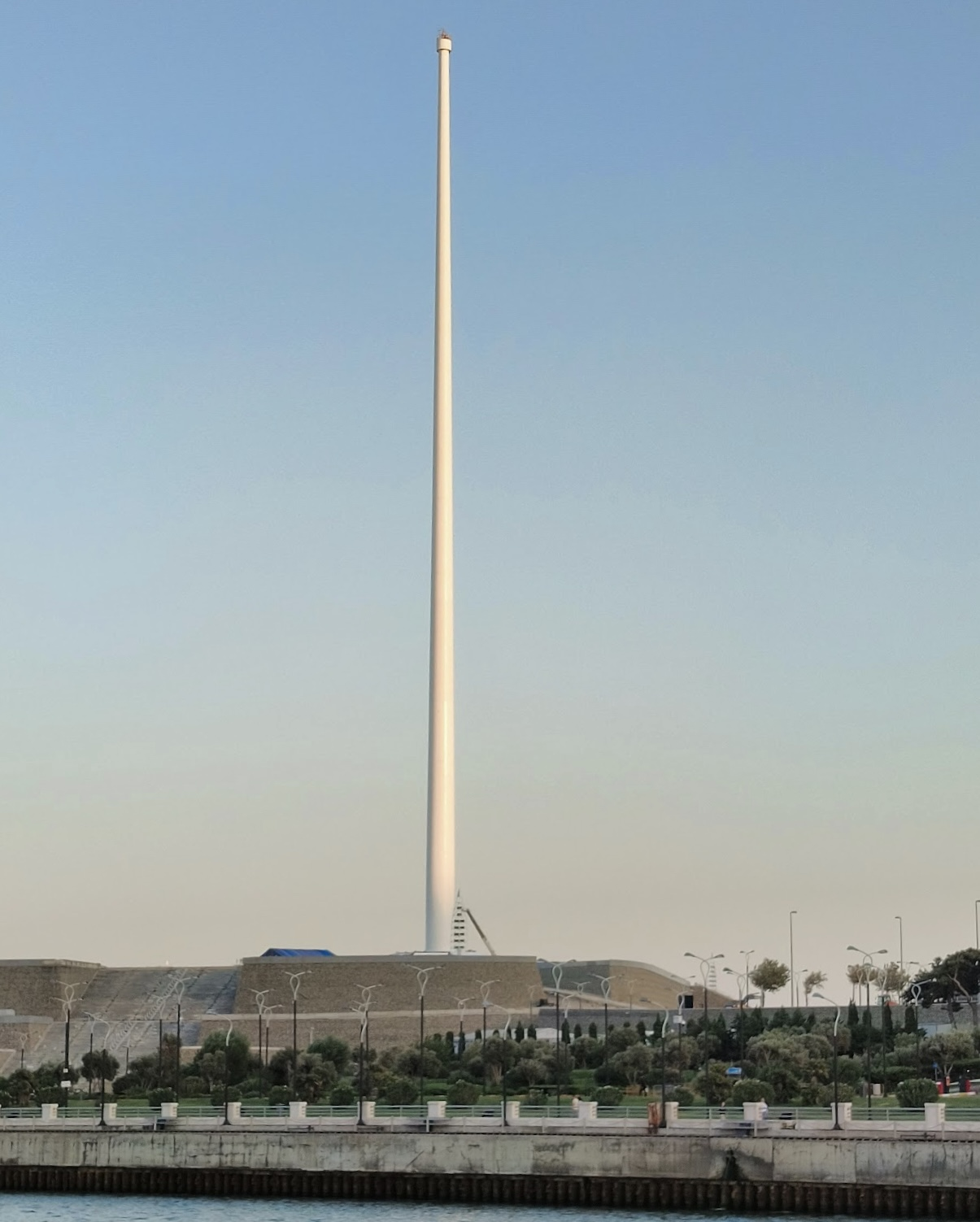

В 2017 году Музей Государственного флага был закрыт на ремонт в связи с реконструкционно-реставрационными работами, проводимыми на площади Государственного флага. В 2021 году турецкая компания Chimtaş приступила к разработке нового флагштока для Азербайджана. В мае 2024 года в Баку начался монтаж самой высокой в мире платформы с флагштоком.

## Флагшток II (2021 — настоящее время)

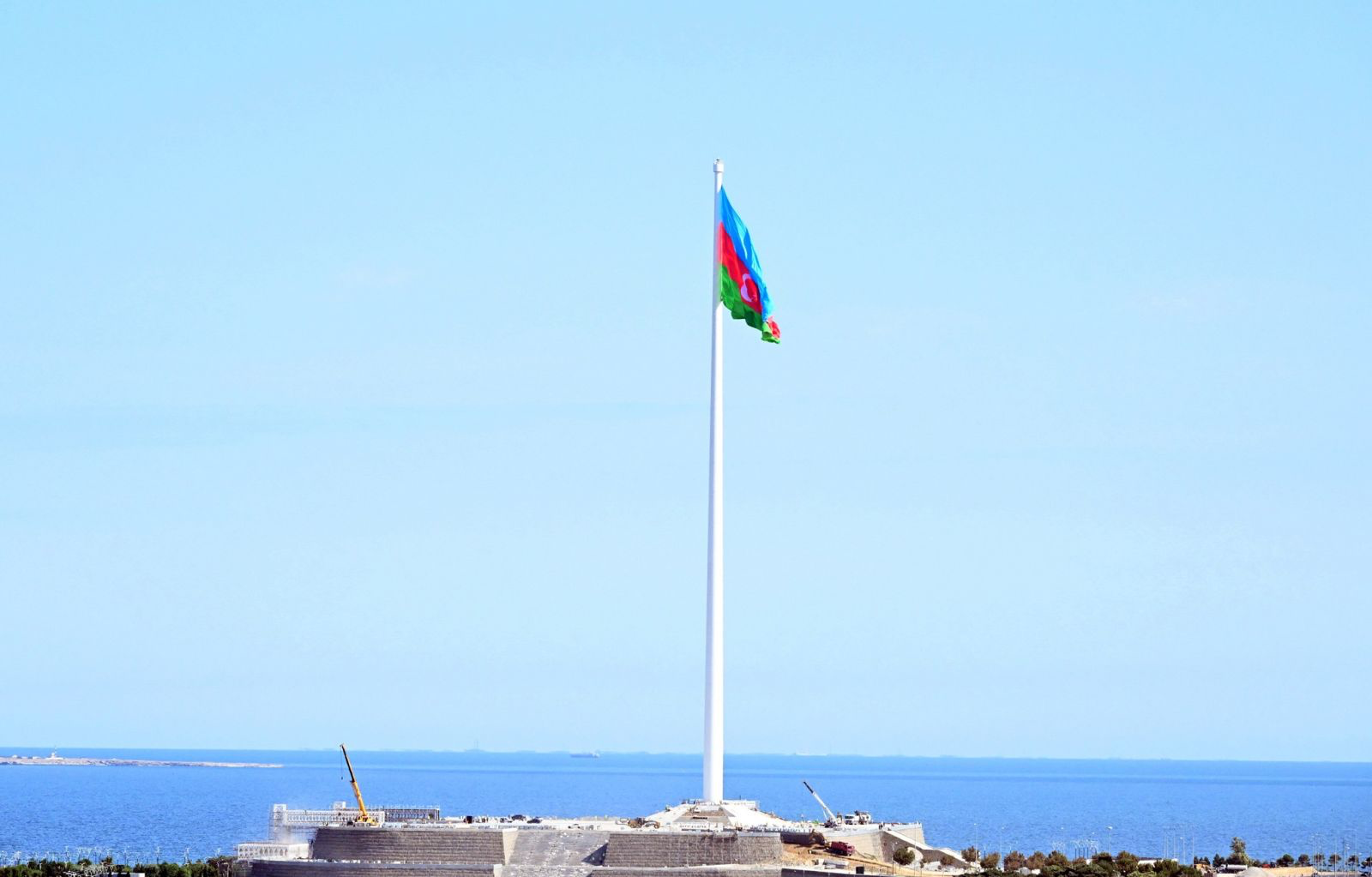

Общая высота мачты составляет 191 метр. Она состоит из девяти сегментов стальных конических труб, диаметр которых варьируется от 5,7 до 2 метров, а вес — от 13 до 230 тонн, а также вращающегося сегмента, расположенного наверху. В августе 2024 года установка мачты была завершена, и флаг впервые подняли в тестовом режиме. 28 сентября 2024 года флаг был поднят снова для проведения дополнительных испытаний. Организация Книги рекордов Гиннеса подтвердила, что государственный флаг Азербайджана, поднятый на площади 6 ноября 2024 года, является самым большим флагом в мире. 8 ноября 2024 года площадь была открыта после реконструкции и реставрации. На торжественное мероприятие, посвящённое поднятию флага, прибыл президент Ильхам Алиев вместе с семьёй.

## Музей национального флага
Музей открыт 9 ноября 2010 года на площади Государственного флага. Была проведена торжественная церемония открытия.

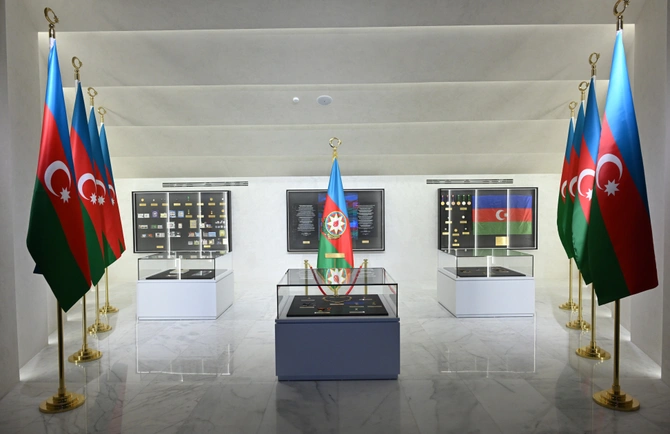

Музей создан в форме восьмиконечной звезды. Расположен под постаментом флагштока.
В Музее представлена выставка «Галерея Победы», посвященная 44-дневной Отечественной войне. В галерее представлены фотографии военного парада в честь третьей годовщины победы в Отечественной войне в городе Ханкенди и поднятия государственного флага на территориях, освобожденных от оккупации.
Музей состоит из 6 выставочных залов:
В выставочном зале «А» представлены флаги, флагштоки, символы власти, монеты, оружие, гербы городов Азербайджана XIX века.
Выставочный зал «Б» охватывает период Азербайджанской Демократической Республики и Азербайджанской ССР. В музее представлен государственный флаг, который висел в парламенте АДР 7 декабря 1918 года, фотографии, денежные знаки, почтовые марки того периода, а также флаги и гербы Азербайджанской ССР, конституции, принятые в разные годы, денежные знаки.

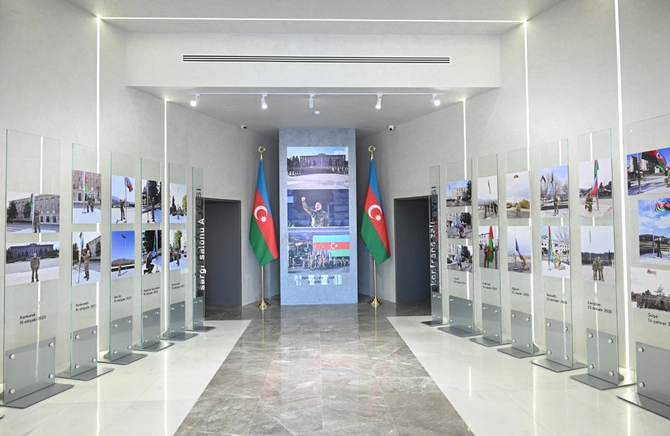

Выставочный зал «C» посвящен периоду независимости. В зале представлены памятные медали и почтовые марки, посвящённые общенациональному лидеру Гейдару Алиеву, штандарт Президента Азербайджана, ордена и медали Азербайджана, Конституции Независимой Азербайджанской Республики. Выставлен государственный флаг, водружённый на высочайших вершинах мира. В этом зале размещены Указ Президента Азербайджана от 17 ноября 2007 года «О создании Площади Государственного флага в столице Азербайджанской Республики Баку», Указ Президента Азербайджана от 17 ноября 2009 года «Об установлении Дня Государственного флага Азербайджанской Республики», установлен стенд, содержащий решение Верховного Собрания Нахичеванской Автономной Республики, состоявшегося под председательством Гейдара Алиева 17 ноября 1990 года.
В выставочном зале «D» представлены флаги, медали, эмблемы и шевроны Вооружённых сил Азербайджана.
В секторах «E» и «F» выставлена церемониальная форма военнослужащих Азербайджана.
На мониторах музея демонстрируются видеоролики, посвящённые древним и средним векам Азербайджана, периоду Азербайджанской Демократической Республики и Азербайджанской ССР, заслугам общенационального лидера Гейдара Алиева в истории государственности Азербайджана, созданию армии Азербайджана и исторической победе в Отечественной войне.
В музее демонстрировались флаги ханств Азербайджана. Всего в музее было представлено 400 экспонатов.
В 2017 году музей был закрыт на ремонт. За период ремонта количество экспонатов музея было доведено до 431.

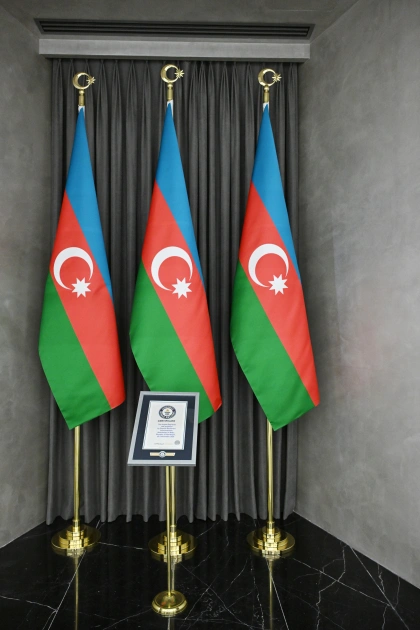
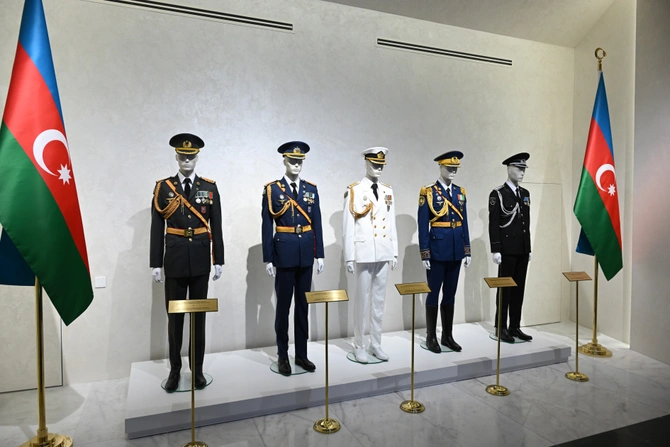
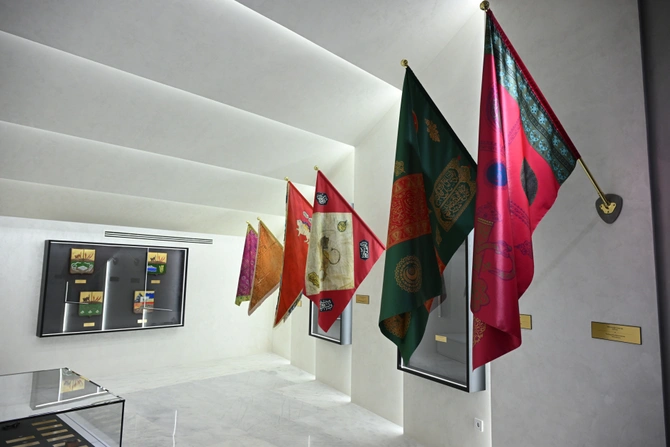
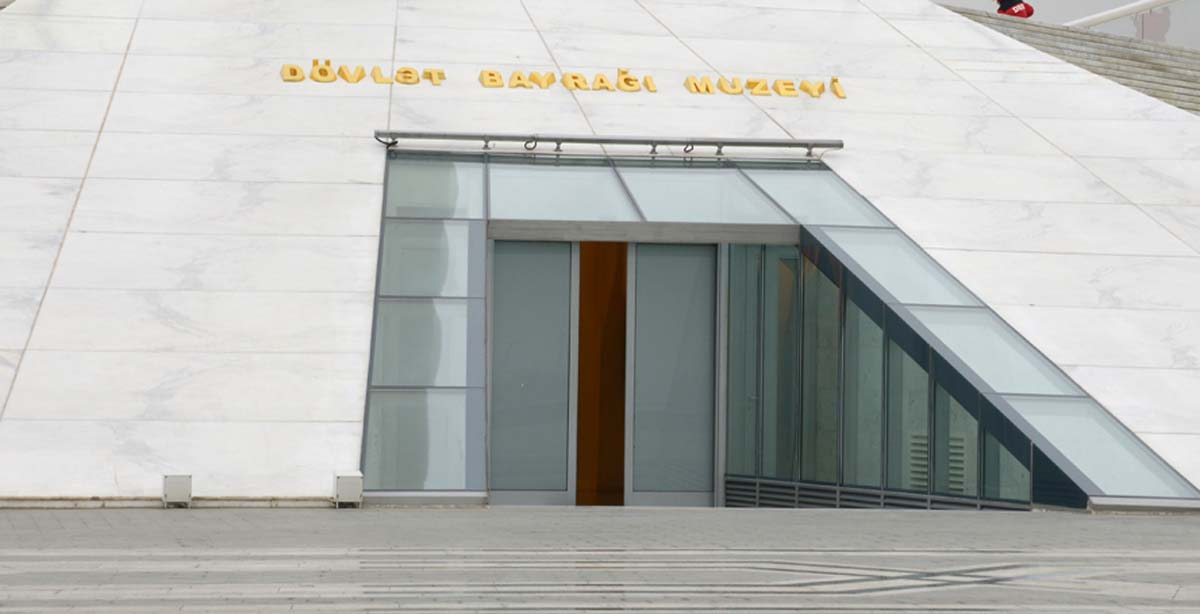
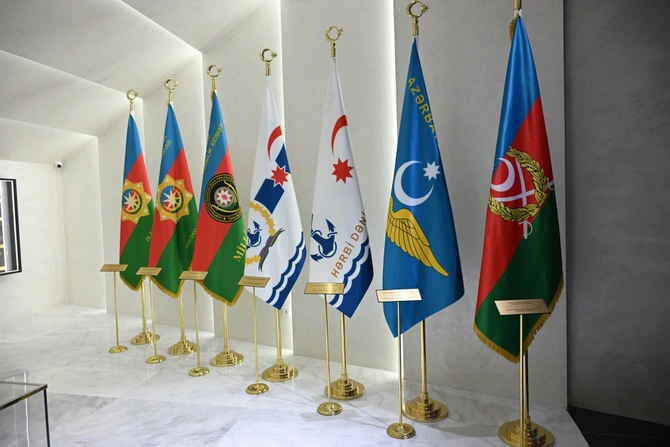

## Галерея

Макет площади в Культурном центре Гейдара Алиева
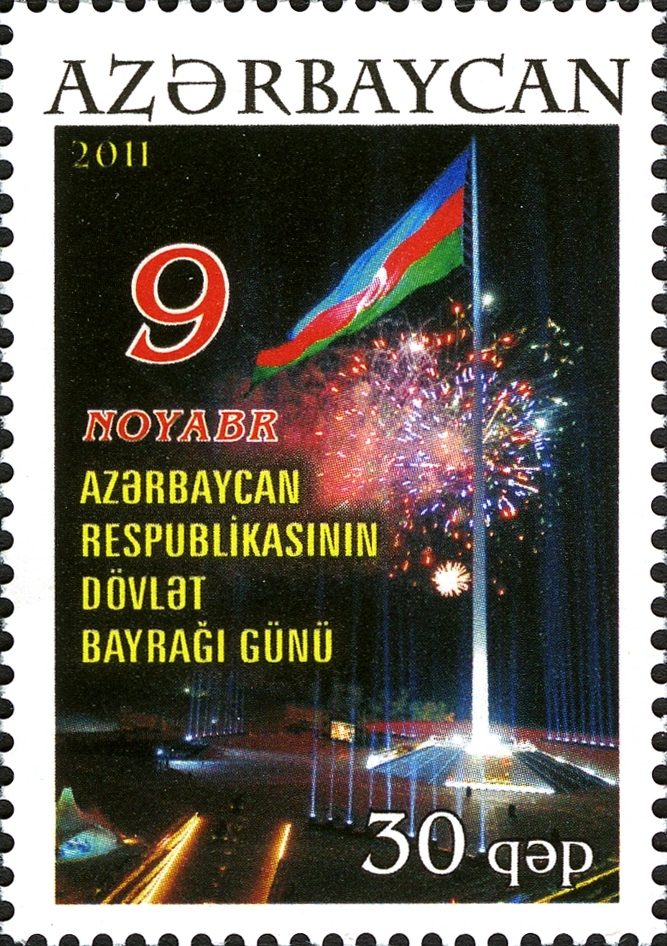
На почтовой марке Азербайджана
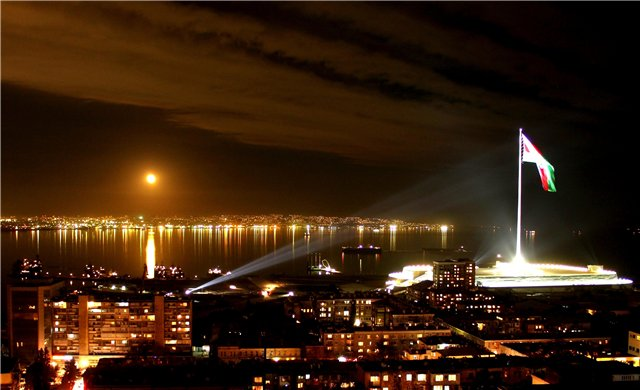
Ночной вид на флагшток и Бакинскую бухту